# Галерея Штрюнкеде
Городская галерея в парке Штрюнкеде (нем. Städtische Galerie im Schlosspark Strünkede) — художественная галерея, расположенный посреди обширного придворцового парка в районе Баукау города Херне; обладает значительной коллекцией графики и располагается на вилле построенной в 1896 году для семьи фон Форелл — однако уже в 1900 году Фореллы покинула город. С 1978 года городские власти используют виллу для выставок картин, рисунков, гравюр и скульптур XX века.

## История и описание
Вилла в парке Штрюнкеде была построена в 1896 году как резиденция для аристократической семьи фон Форелл — новый дом располагался в непосредственной близости от замка Штрюнкеде, который уже не подходил для проживания. После того как Фореллы покинули город, в 1900 году, кирпичное здание с террасой и зимним садом было заселено руководством компании «Harpener Bergbau AG».
В 1960 году городская администрация приобрел виллу, чтобы иметь пространство для временных выставок, которое бы дополняло постоянную коллекцию в музее замка. В 1970-е годы на вилле ежегодно проводилось около десяти выставок. В 1978 года власти перепрофилировали особняк, использовав его пространства для постоянной выставки картин, рисунков, гравюр и скульптур XX века: включая работы Макса Кларенбаха и Герхарда Маркса. Коллекция также содержит и многочисленные рисунки карикатуриста Пауля Вебер. Некоторый работы Пабло Пикассо, Макса Эрнста и Марка Шагала были приобретены городом в 1950-х и 1960-х годах.
19 июня 1986 года здание было занесено в список памятников архитектуры города; с августа 2016 года по сентябрь 2017 года галерея была закрыта на ремонт. Справочная библиотека по искусству, культуре и региональной истории, насчитывающая более двадцати тысяч томов, находится в административном здании, которое также расположено в обширном замковом парке.